# Aranyszőrű galagonyacincér
Az aranyszőrű galagonyacincér (Grammoptera ustulata) a cincérfélék családjába tartozó, Európában és Kis-Ázsiában honos, lombos fákon, bokrokon élő bogárfaj. 

## Megjelenése
Az aranyszőrű galagonyacincér testhossza a hím esetében 5−7 mm, a nőstény 6−9 mm-es. Az előtor oldala íves, az alsó pereménél kiszélesedő; szárnyfedőinek oldalvonalai majdnem a végükig nagyjából párhuzamosak. Alapszíne fekete, de fejét ritkás, előtorát és a szárnyfedőket (a szárnyfedők végének kivételével) sűrű, a skulptúrát is elfedő, lesimuló, vörhenyessárgás szőrözet fedi. A csáp tőízei vörösek, a harmadik. íztől sötétedők, de legtöbbször csak világosbarnák. Lábai egyszínű vörösek, csak a lábfejek sötétek. 

## Elterjedése és életmódja
Európában (a Pireneusoktól a Kelet-Balkánig), Kis-Ázsiában és a Kaukázusban honos. Magyarország domb- és alacsonyabb hegyvidékein elterjedt, nem ritka faj.  
Lárvája különféle lombos fák (de főleg tölgy) elhalt, korhadó ágaiban fejlődik, lehetőleg olyanokban amelyeket a tölgy-kéreghántógomba (Vuilleminia comedens) fonalai szőttek át. A lárva az ág középső részén rág, fejlődése egy évig tart. Ezt követen az ág hossztengelyére merőleges bábkamrát készít, amelynek törmelékkel nem elzárt kijárata a kéreg alá vezet. Az imágó áprilistól júniusig rajzik. Nappal aktív, főleg különféle virágzó bokrokon, galagonyán, somon, berkenyén, tölgyön tartózkodik. 

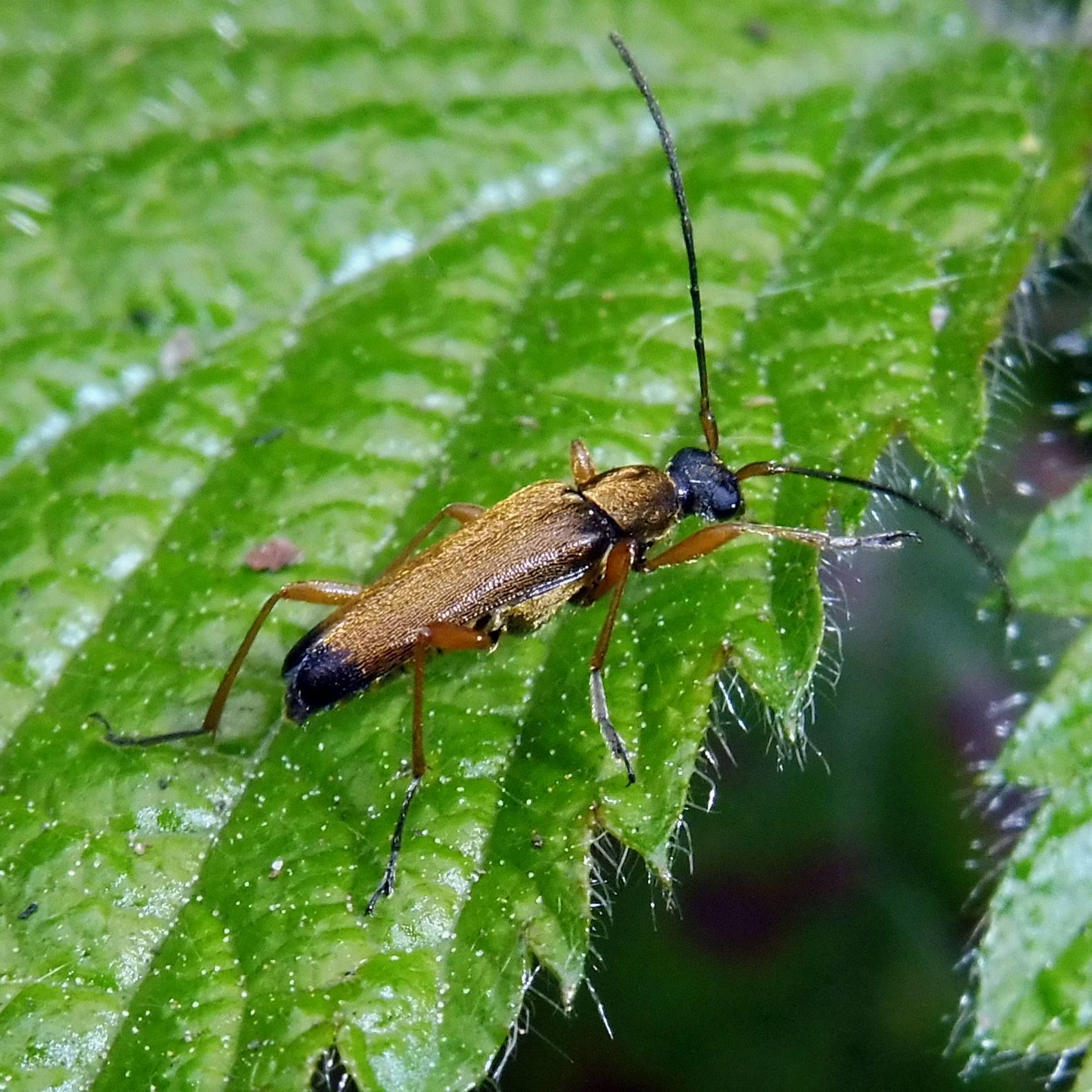
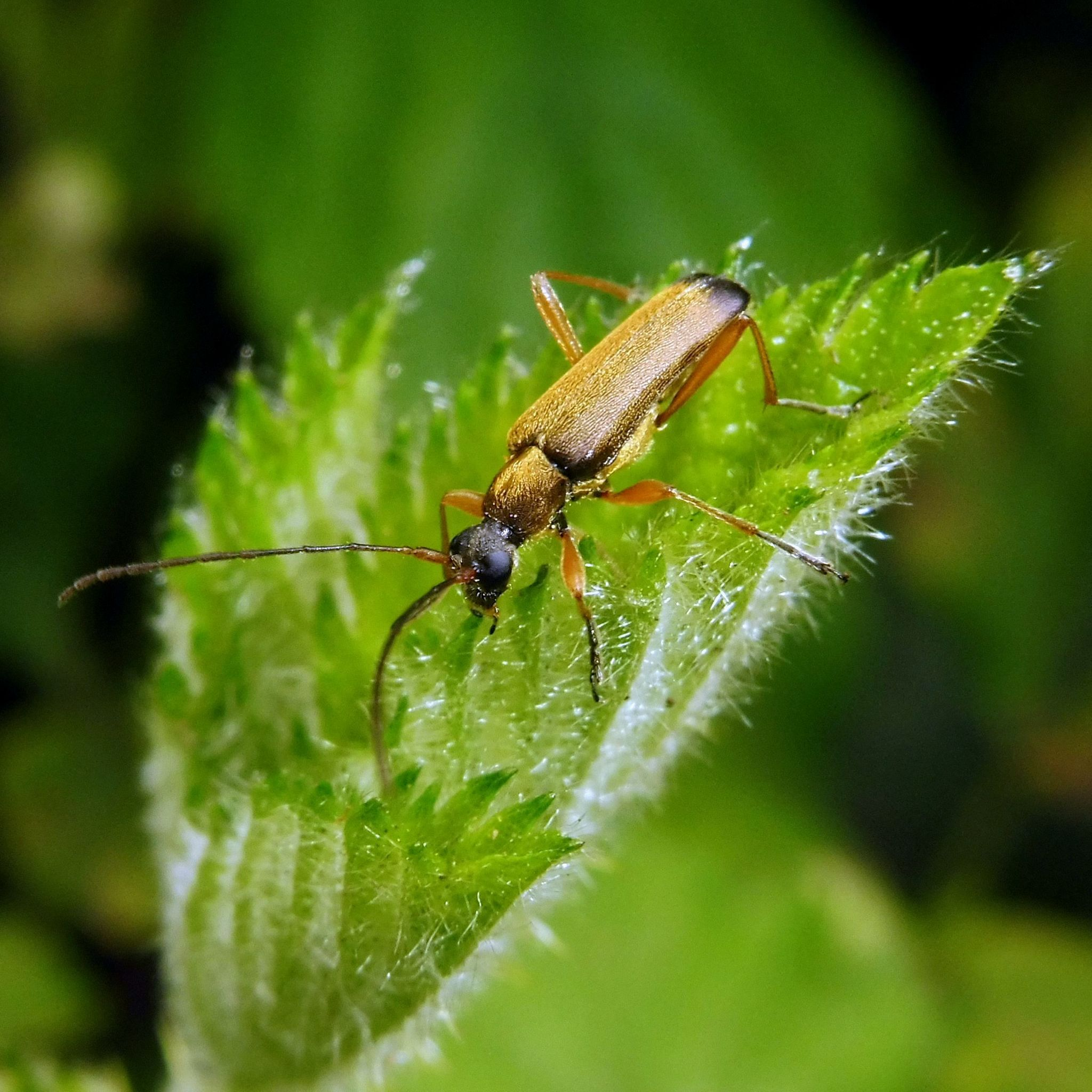

Magyarországon nem védett.